# 13 Monocerotis
Désignations
13 Monocerotis (en abrégé 13 Mon) est une étoile supergéante de la constellation équatoriale de la Licorne, située à peu près à mi-chemin entre la nébuleuse de la Rosette et NGC 2264. Elle est visible à l'œil nu avec une magnitude apparente de 4,50.
13 Monocerotis est une étoile supergéante blanche de type spectral A0 Ib et elle a été utilisée comme un standard pour les étoiles de type A0 Ib. L'étoile fait partie de l'association OB Monoceros OB1, à une distance d'environ 780 pc (∼2 540 al) de la Terre. Elle est entourée par une petite nébuleuse par réflexion, répertoriée sous la désignation de vdB 81 (pour van den Bergh 81),.
Toutes les supergéantes de type A0 à A5 analysées en utilisant la photométrie du satellite Hipparcos se sont avérées être variables, y compris 13 Monocerotis, bien que 13 Mon elle-même présentait la variation la moins importante, avec une amplitude de seulement 0,02 magnitude. Une étude photométrique plus détaillée de l'étoile réalisée entre 1997 et 2000 montre des variations irrégulières avec une amplitude un peu plus importante de 0,04 magnitude, ainsi qu'une légère tendance à ce que l'étoile devienne moins brillante durant la période.